# Magnus Manhammar
Magnus Karl Ulf Manhammar, född 28 november 1980 i Karlskrona amiralitetsförsamling, Blekinge län, är en svensk politiker (socialdemokrat). Han är ordinarie riksdagsledamot sedan 2014, invald för Blekinge läns valkrets. Manhammar blev av väljarna inkryssad i riksdagen och fick 2 937 röster i Blekinges riksdagsvalkrets.
I riksdagen är han ledamot i kulturutskottet sedan 2022 där han för Socialdemokraterna ansvarar för folkbildningsfrågor. Manhammar var ledamot i miljö- och jordbruksutskottet 2018–2022. Han har varit suppleant i bland annat arbetsmarknadsutskottet och socialutskottet.
Under mandatperioden 2018-2022 representerade Manhammar sitt parti i den parlamentariska miljömålsberedningen där han var med och arbetade fram förslagen till en ny hållbar havspolitik för Sverige samt förslaget till en samlad strategi för att minska de konsumtionsbaserade klimatutsläppen för Sverige.
I Karlskrona kommun har Manhammar varit vice ordförande för Miljö- och samhällsbyggnadsnämnden och är idag vice ordförande för kommunens valnämnd.
Innan Manhammar blev invald i riksdagen har han bland annat arbetat för Stiftelsen Expo. Han är även invald som ledamot i styrelsen för Olof Palmes minnesfond.